# نادي كمبران تاون
نادي كمبران تاون لكرة القدم (Cwmbrân Town AFC) هو نادي كرة قدم ويلزي، تأسس سنة 1951. مقره في مدينة كمبران، جنوب ويلز، المملكة المتحدة. يُعتبر النادي واحداً من أقدم الأندية في المنطقة.
أبرز إنجازات الفريق تشمل فوزه بالدوري الويلزي الممتاز في موسم 1992-1993، وهو ما أهله للمشاركة في تصفيات دوري أبطال أوروبا في العام التالي. يلعب الفريق مبارياته على ملعب New Cwmbran Stadium، الذي يتسع لحوالي 10,500 متفرج. النادي يشارك حاليًا في الدرجات الأدنى من نظام الدوري الويلزي، ولكن لديه تاريخ طويل ومتنوع في منافسات كرة القدم الويلزية.